# Sarcanthopsis
Sarcanthopsis é um género botânico pertencente à família das orquídeas (Orchidaceae).